# Bobby Wood
Bobby Shou Wood (Honolulu, 5 november 1992) is een Amerikaans voetballer die doorgaans als aanvaller speelt. Hij verruilde Union Berlin in mei 2016 voor Hamburger SV. Wood debuteerde in 2013 in het Amerikaans voetbalelftal.

## Clubcarrière

### TSV 1860 München
Wood verhuisde op twaalfjarige leeftijd naar Duitsland om bij TSV 1860 München te voetballen. Daarvoor speelde hij bij Irvine Strikers in de Verenigde Staten. Op 29 januari 2011 debuteerde hij in de 2. Bundesliga tegen MSV Duisburg. Op 14 oktober 2011 stond hij voor het eerst in de basiself tegen Hansa Rostock. Op 30 november 2011 maakte hij zijn eerste doelpunt in het betaald voetbal tegen VfR Aalen. De wedstrijd eindigde in een 1–1 gelijkspel. In december 2012 tekende hij zijn eerste professionele contract, dat hem tot medio 2016 aan de club verbond.

### FC Erzgebirge Aue
Na vier jaar de kleuren van TSV 1860 München te hebben verdedigd, vertrok hij naar op huurbasis naar FC Erzgebirge Aue. Hij tekende een contract voor 2 jaar, maar na de degradatie van de club naar de Derde Liga in het eerste jaar zocht Wood zijn heil na negen wedstrijden en drie doelpunten elders.

### 1. FC Union Berlin
Hij vond in juli 2015 onderdak bij Union Berlin, een ploeg toentertijd actief in de 2. Bundesliga. Hier maakte de Verenigde Staten indruk met 17 doelpunten in 31 optredens. Nog nooit wist een Amerikaans voetballer in één seizoen zo vaak te scoren op de twee hoogste niveaus van Duitsland.

### Hamburger SV
Wood zette op 15 mei 2016 zijn handtekening onder een verbintenis van vier jaar bij Hamburger SV. Hij debuteerde op 27 augustus in een wedstrijd tegen FC Ingolstadt, waarin hij voor de openingstreffer zorgde na een lange trap van doelman René Adler. Wood maakte in zijn eerste seizoen in de Bundesliga vijf doelpunten. Hij verlengde in juni 2017 zijn contract tot medio 2021.

## Interlandcarrière
Bobby Wood maakte op 14 augustus 2013 zijn debuut in het Voetbalelftal van de Verenigde Staten, in een oefeninterland tegen het voetbalelftal van Bosnië en Herzegovina (4–3 winst). Zijn eerste interlanddoelpunt maakte hij op 5 juni 2015 in een vriendschappelijke wedstrijd in en tegen Nederland, die eveneens met 4–3 werd gewonnen door de Amerikanen. In de negentigste minuut maakte Wood het winnende doelpunt. Vijf dagen later maakte Wood in een oefeninterland tegen Duitsland wederom in de slotfase het winnende doelpunt (1–2).
1 Zieler ·
2 Knight ·!
5 Neumann ·
6 Kunze ·
7 Ngankam ·
8 Leopold ·
9 Tresoldi ·
10 Rochelt ·
11 Lee ·
13 Christiansen ·
14 Chakroun ·
16 Nielsen ·
17 Wdowik ·
19 Uhlmann ·
20 Dehm ·
21 Muroya ·
23 Halstenberg ·
25 Gindorf ·
28 Ndikom ·
29 Oudenne ·
30 Weinkauf ·
32 Voglsammer ·
35 Wechsel ·
37 Ezeh ·
38 Momuluh ·
Coach: Breitenreiter